# Arthur Wint
Arthur Stanley Wint (Plowden, 1920. május 25. – Linstead, 1992. október 19.) atléta, az első jamaicai olimpiai bajnok.

## Pályafutása
Jamaicán született Plowden városában. Az 1948. évi nyári olimpiai játékokon, Londonban egy ezüst- és egy aranyérmet szerzett, megnyerte a 400 méteres síkfutás döntőjét, majd második lett 800 méteren. Az 1952. évi nyári olimpiai játékokon, Helsinkiben tagja volt az aranyérmes jamaicai 4 × 400 méteres váltónak, és megismételte négy évvel korábban 800 méteren elért második helyét.